# Burkhard Göschel

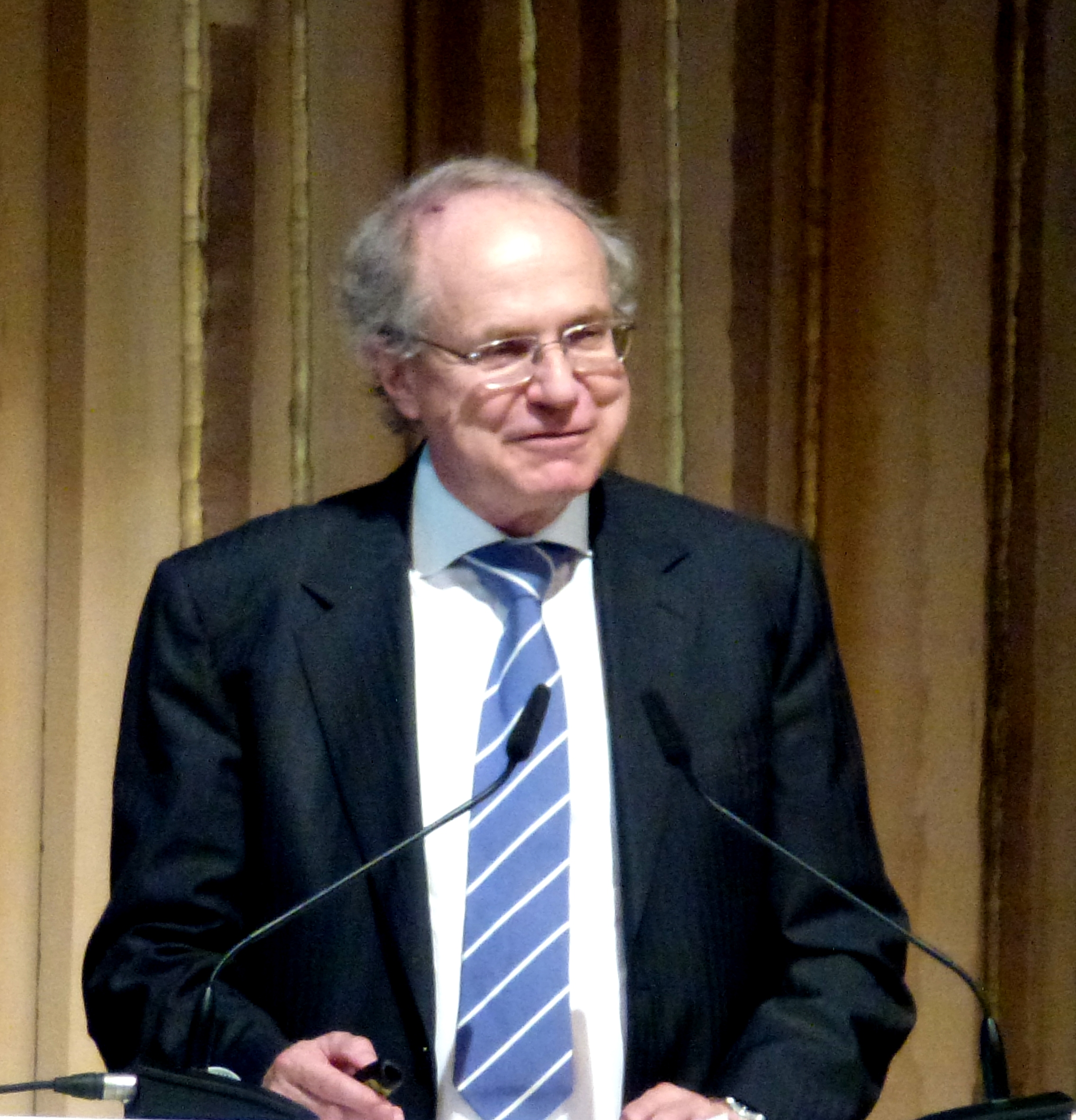
Burkhard Göschel beim [http://www.wirtschaftsforum-baden-baden.com/events Int. Wirtschaftsforum 2012 in Baden-Baden

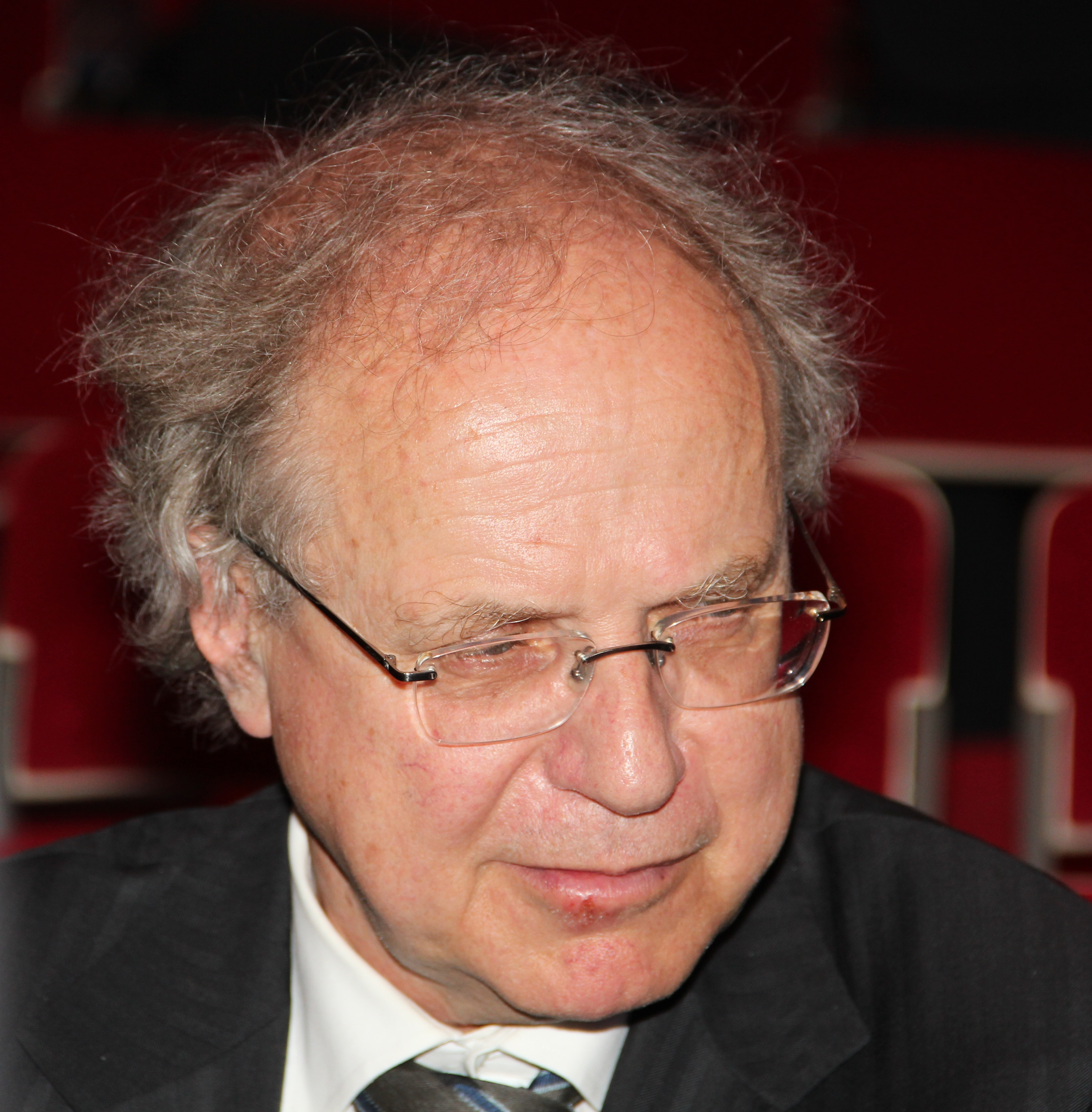
Burkhardt Göschel beim Elektromobilitätsgipfel 2013 in Berlin

Burkhard Göschel (* 29. Oktober 1945 in Ranis) ist ein deutscher Maschinenbauingenieur und Manager. 
Er ist der Sohn von Karl-Heinz Göschel (* 25. Mai 1914 in Pößneck; † 8. November 2009 in Stuttgart), der von 1945 bis 1981 zunächst beim Fahrzeughersteller Gutbrod, dann bei Daimler-Benz maßgeblich an der Benzindirekteinspritzung mitentwickelte.

## Karriere
Göschel studierte von 1965 bis 1970 Maschinenbau an der TU München und arbeitete danach am Institut für Motorenbau. 1976 promovierte er an der TU Stuttgart zum Thema Magerkonzepte bei Ottomotoren.
Seine Industrielaufbahn begann er 1976 als Ingenieur im Bereich Motorenentwicklung der Daimler-Benz AG. 1978 wechselte er zu BMW in die Motorenentwicklung, dort verantwortete er die Entwicklung des ersten V12-Motors. 1989 bis 1992 war er Leiter der Entwicklung Motorrad, als die neue Boxergeneration entstand. Ab 1993 entstanden unter seiner Führung das Sondermodell Z3 Coupé, das Forschungsfahrzeug Z13, der BMW X5, der Sportwagen Z8 und der Range Rover. 1999 übernahm er die Entwicklung Gesamtfahrzeug. Am 16. März 2000 wurde er Vorstandsmitglied der BMW AG für Entwicklung und Einkauf. 2006 schied er dann bei BMW aus, da das Unternehmen die Vorstände grundsätzlich nur bis zum 60. Lebensjahr beschäftigte.
Am 1. September 2007 begann er bei Magna International (Graz und Toronto) als Chief Technology Officer (Technikvorstand). Er setzte sich intensiv für die Entwicklung Elektroautos ein und trieb den Bau von Komponenten bei Magna voran. Aufgrund von organisatorischen Veränderungen entfiel die Funktion des CTO, Göschel verließ deshalb das Unternehmen zum Jahresende 2013.
Seit 2010 ist Göschel Präsident der Electric and New Energies Championship Commission der FIA.

## Ehrungen
- 2003 berief die Technische Universität Graz Göschel zum Honorarprofessor für das Fach Verbrennungskraftmaschinen. Göschel erhielt diese als Auszeichnung für sein Engagement beim Wasserstoffeinsatz als alternativem Kraftstoff und für Entwicklungen am Ottomotor[7].
- 2004 erhielt er den Ehrendoktor der TU München.[8]
- 2006 ernannte ihn die TU München „in Würdigung seiner besonderen Verdienste um die Profilierung der TU München in der Exzellenzinitiative des Bundes und der Länder am Beispiel des TUM Institute for Advanced Study, das durch seine maßgebliche Mitwirkung als Neubau auf dem Wissenschaftscampus Garching rasch realisiert werden kann“ zum Ehrensenator.[9]
- Göschel ist Mitglied der Deutschen Akademie der Technikwissenschaften (Acatech).